# Sanditon
Sanditon è un romanzo incompiuto della scrittrice inglese Jane Austen. Fu scritto da gennaio 1817 a marzo dello stesso anno, e rimase interrotto a causa della morte dell’autrice. Fu pubblicato postumo nel 1871.

## Introduzione
Il romanzo segue le vicende di Charlotte Heywood, abitante di un villaggio di campagna, che viene invitata a trascorrere un periodo di vacanza a Sanditon, località marina di villeggiatura. Il romanzo inoltre racconta dei vari personaggi comici che Charlotte incontra.

## Trama
Gli Heywood sono una coppia di coniugi e vivono nel paesino di campagna di Willingden, nel Sussex, insieme ai loro quattordici figli. La storia ha inizio quando la carrozza di Mr. e Mrs. Parker, viaggiatori provenienti dalla costa, si rovescia su una via accidentata poco distante dalla residenza degli Heywood. I due vengono soccorsi da Mr. Heywood, che si offre di ospitarli in casa sua finché la caviglia di Mr. Parker, che si è slogata durante l’incidente, non sia guarita. Durante la permanenza, Mr. Parker tesse le lodi di Sanditon, località balneare alla moda, fonte dei suoi affari, e invita l’intera famiglia a visitare lo stabilimento, soggiornando in casa sua. Gli Heywood, persone sedentarie, declinano, ma acconsentono a mandarvi Charlotte, la loro figlia maggiore.
 
Con il suo arrivo a Sanditon, Charlotte viene presentata alla società del luogo, e in particolare a Lady Denham, gran dama del paese, e socia in affari di Mr. Parker. Lady Denham è una ricca vedova che vive con Clara Brereton, sua giovane nipote proveniente da Londra, che Charlotte prende subito in simpatia. A Sanditon arrivano anche Sir Edward Denham e Miss Esther Denham, nipoti del defunto marito di Lady Denham, che Charlotte giudica rispettivamente presuntuoso e taciturna.

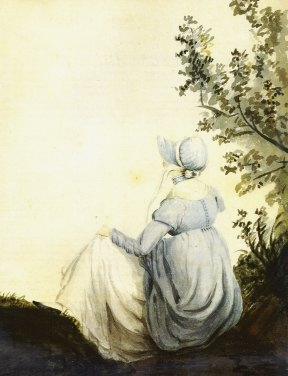
Acquerello di Cassandra Austen

Charlotte ha occasione di conoscere anche i parenti più prossimi di Mr. Parker quando le due sorelle e il fratello minore di lui decidono di sorprendere i Parker con una visita a Sanditon. Diana, Susan e Arthur sono persone ipocondriache: le due sorelle si diagnosticano ogni tipo di malattia e si autoproclamano “invalide”, mentre il fratello minore asseconda la propria pigrizia accusando sintomi inventati. La sua condizione di malata immaginaria non impedisce però a Diana di adoperarsi per favorire gli affari del fratello. Diana si dedica alla missione di trovare possibili affittuari per la stagione estiva a Sanditon e annuncia di aver trovato, attraverso due diverse catene di conoscenze, due comitive disposte a soggiornare a Sanditon per la stagione: una ricca famiglia delle Indie Occidentali e la scolaresca di una scuola femminile. 
 
All'arrivo di due carrozze in paese si scopre però che le due comitive sono in realtà una sola. Il gruppo è costituito da Mrs. Griffiths, donna che si guadagna da vivere ospitando signorine di buona famiglia, e tre delle ragazze alle sue cure: Miss Lambe, ricca ereditiera delle Indie Occidentali, e le due sorelle Beaufort, in cerca di un matrimonio conveniente. In breve tempo, Lady Denham chiede a Mrs. Griffiths di essere presentata a Miss Lambe, che intende far sposare al nipote Sir Edward.

 
Frattanto giunge anche l’arrivo in paese dell'altro fratello minore di Mr. Parker, Sidney, intenzionato a rimanere a Sanditon per qualche giorno in compagnia di due amici, e del quale Charlotte rimane presto affascinata.

 
La narrazione si conclude con la visita di Mrs. Parker e Charlotte presso Sanditon House, residenza di Lady Denham, dove Charlotte fa la scoperta di un'intima complicità tra Clara Brereton e Sir Edward Denham. All'interno della dimora, infine, Charlotte osserva che un grande ritratto di Sir Henry Denham è appeso sopra il caminetto, mentre quello del primo marito di Lady Denham, proprietario di Sanditon House, è una semplice miniatura relegata in un angolo — costretto a starsene in disparte nella propria casa e a vedere il posto migliore accanto al fuoco costantemente occupato da Sir Henry Denham.

## Stesura

I nipoti di Jane Austen

Il manoscritto di Sanditon è stato composto tra il 27 gennaio 1817 e il 18 marzo dello stesso anno. Le date di stesura sono scritte a mano sul frammento dalla Austen stessa. Austen, a quasi 42 anni, aveva accusato i sintomi di una malattia a quel tempo sconosciuta e incurabile. Si sono avanzate delle ipotesi in base ai sintomi da lei segnalti nelle sue lettere. In particolare Zachary Cope, noto per essere uno specialista delle infezioni addominali, ipotizzò la tubercolosi o la malattia di Addison. La patologia, qualunque essa fosse, la rendeva debole e l'avrebbe uccisa nel luglio dello stesso anno. Nonostante questo, le 120 pagine del manoscritto sono scritte interamente a mano sua. La scrittura, chiara e precisa, presenta poche e piccole correzioni, e non mostra segni del deterioramento fisico che il nipote, James Edward Austen-Leigh, considera motivo dell’abbandono del progetto. Il manoscritto, diviso in 12 capitoli, non presenta un titolo.

## Contenuti
Il tema della malattia è centrale alla storia. Ne sono l’esempio più evidente le sorelle e il fratello minore di Mr. Parker: i tre continuano a lamentare le malattie più svariate, e si autoprescrivono cure eccessive, da sei salassi al giorno per dieci giorni, alla rimozione di tre denti in una volta. Il tema della salute è presente anche nelle lodi che Mr. Parker tesse di Sanditon quale località balneare. Egli esalta le proprietà salubri dell’aria di mare, che lui sostiene possa curare ogni malattia. È inoltre presente nel personaggio comico di Lady Denham. Ella non desidera altro che una ricca e malata ereditiera decida di passare le vacanze a Sanditon per motivi di salute, in modo da poterla curare con il latte delle sue asine e, una volta guarita, indurla a innamorarsi del nipote. 

 
Centrale è anche il tema degli affari e delle speculazioni economiche. Viene trattato con ironia nel personaggio di Mr. Parker, con la sua ossessione per la riuscita di Sanditon quale località turistica di successo, in cui ha investito tutti i suoi affari. Il tema del denaro, spesso presente nei romanzi austeniani, è inoltre trattato nel personaggio di Lady Denham, sua socia, ricca vedova desiderosa del profitto economico e determinata a trovare un buon partito per i suoi nipoti: Lady Denham infatti è uno dei tanti personaggi austeniani che considerano il matrimonio una questione di affari.
 
L’ambientazione del romanzo in una cittadina di mare è una novità rispetto alla campagna inglese in cui Jane Austen era solita ambientare le sue storie; la campagna è rappresentata invece da Willingden, luogo di provenienza di Charlotte.
Nel contrasto tra la moderna Sanditon e il villaggio rurale di Willingden si trova anche il tema del cambiamento e della modernità. Sanditon è emblema dell’innovazione e quella al suo interno è una società caratterizzata dal desiderio di modernizzarsi e di ingrandirsi, perseguendo l’obiettivo del successo economico. Gli abitanti di Willingden, invece, sono caratterizzati dal buon senso e più legati alla semplicità e alla tradizione.
 
Anche il tema del turismo è una novità: sebbene sia trattato in diversi romanzi austeniani, qui diventa per la prima volta uno dei motivi chiave su cui si basano le vicende del frammento.
 
Presente anche in Sanditon, come nelle altre opere austeniane, è l’ironia con la quale l’autrice guarda ai difetti della natura umana. Qui sono in particolare evidenziate ipocrisia, avarizia, e presunzione, presenti, rispettivamente, nei fratelli Parker, in Lady Denham e in Sir Edward.

## Storia del manoscritto e pubblicazione
Dopo la morte della sorella Cassandra, originale erede del manoscritto, questo passa alla nipote della Austen, Anna Lefroy. Il primo riferimento pubblico all’opera avviene sotto la sua proprietà, nella seconda edizione del Memoire Of Jane Austen (1871) di James Edward Austen-Leigh, nipote di Jane Austen, che ne cita alcuni passaggi e la chiama “The Last Work” (“l’ultima opera”). La prima edizione completa del frammento viene pubblicata nel 1925 da Robert William Chapman, che la intitola Fragment of a Novel.

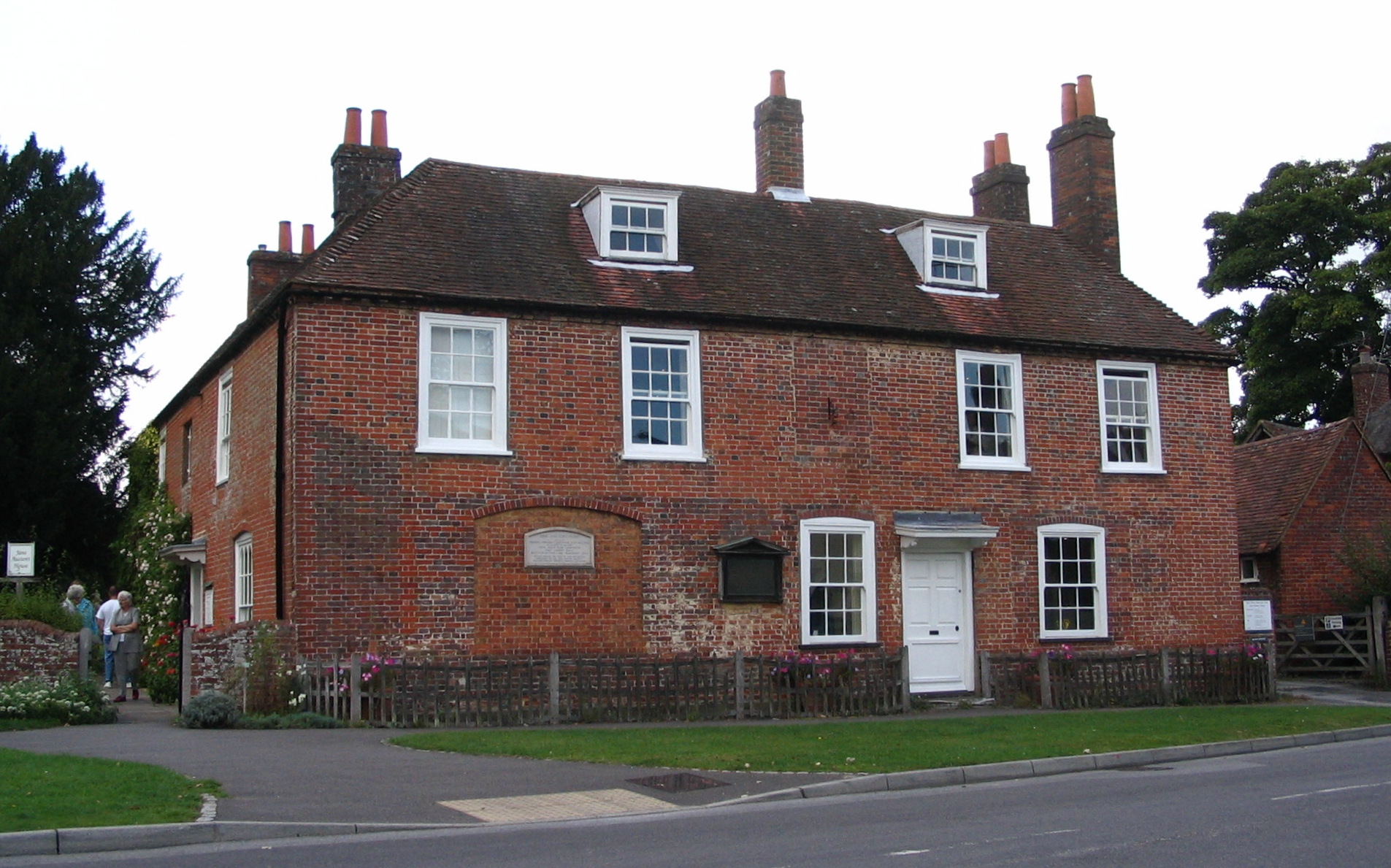
Museo della casa di Jane Austen di Chawton

Sanditon sembra essere il titolo utilizzato ufficiosamente dalla famiglia Austen. Francis Austen, fratello della Austen ed erede di un'altra copia del manoscritto fatta da Cassandra Austen, sostiene invece che il titolo che l’autrice intendeva dare al romanzo fosse in realtà “I Fratelli” (The Brothers). Questo è riportato da Janet Sanders, figlia di Francis Austen, in una lettera a Chapman.

 
Il manoscritto di Sanditon è in custodia della biblioteca dell'Università di Cambridge dal 1930. L’ultima esposizione al pubblico fu nel 1957, in occasione della mostra per il bicentenario della nascita di Jane Austen, tenutasi alla British Library. La copia trascritta da Cassandra ed ereditata da Francis Austen è invece di proprietà del Jane Austen Memorial Trust. È conservata nel Museo della Casa di Jane Austen, a Chawton, ed esposta nella Chawton House Library.

## Critica
Diversi temi presenti in Sanditon possono essere letti come tratti dal contesto nel quale Jane Austen scrive il romanzo: la malattia stessa è spunto caricaturale per la creazione dei tre personaggi ipocondriaci, le due sorelle e il fratello minore di Mr. Parker. Margaret Drabble definisce Jane Austen “una donna morente che tratta il soggetto della malattia con ironia”.
 
Anche il tema delle speculazioni economiche, trattato attraverso il personaggio di Mr. Parker, potrebbe nascere da uno spunto tratto dalla vita dell’autrice: l’anno precedente alla stesura del frammento il fratello, Henry, aveva infatti subito diversi danni economici a causa del fallimento della sua banca.

 
Alcuni studiosi hanno notato che il tono di Sanditon è molto più allegro di quello del romanzo che lo precede, Persuasione, che, sebbene abbia un lieto fine, come tutte le sue opere, è il più melanconico dei romanzi di Jane Austen. Come nota Margaret Drabble: “I due libri […] offrono contrasti che dovevano essere evidenti agli occhi della Austen mentre scriveva”. Lo stile di Sanditon mira invece alla comicità, con i suoi personaggi caricaturali, rendendo il frammento più simile al primo romanzo, L'abbazia di Northanger, che appartiene al genere satirico.

## Ambientazione
Sono state fatte diverse speculazioni sulla cittadina inglese a cui Jane Austen possa essersi ispirata nella creazione di Sanditon. 

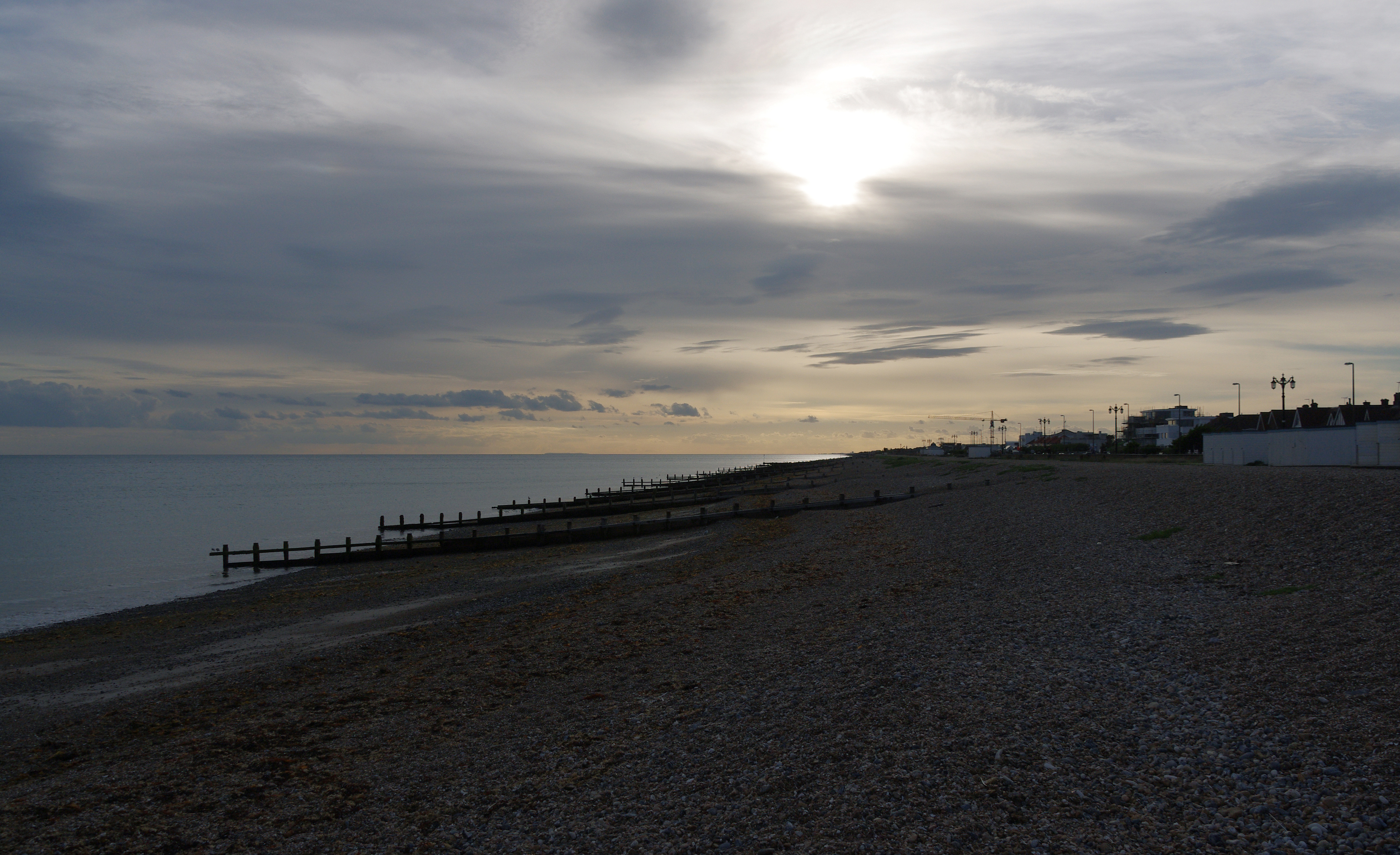
Veduta della costa di Worthing

Alcune ipotesi sono in favore di Worthing, città marina del Sussex: Jane Austen, infatti, la visitò nel 1805 e vi rimase per almeno un mese e mezzo, dal 18 settembre al 4 novembre. Quattro anni prima, Edward Ogle, primo cittadino di Worthing nel periodo della visita della famiglia Austen, aveva acquistato la tenuta di Warwick House e vi aveva costruito la Colonnade Library, dando il via a una serie di restauri che trasformarono il villaggio in una località turistica. Secondo queste ipotesi, dunque, il personaggio di Mr. Parker sarebbe ispirato a Ogle, con cui le sorelle Austen rimasero in contatto molti anni dopo la loro visita a Worthing. Questa ipotesi, come un’altra che invece vedrebbe Eastbourne come la cittadina a cui è ispirato il romanzo, permetterebbe di interpretare l’osservazione fatta da Mr. Parker a Mr. Heywood, “Proprio il contrario, ve l’assicuro. Un’opinione comune, ma sbagliata. Può essere valida per quei paesi cresciuti fuori misura, come Brighton, o Worthing, o Eastbourne, ma non per un piccolo villaggio come Sanditon.” come un tipico esempio di ironia austeniana.

 
Alcune ipotesi invece sostengono che il nome del personaggio di Mr. Hollis, primo marito di Lady Denham, sia un riferimento a Thomas Hollis (1720-1774). Hollis trasformò il villaggio di pescatori di Lyme Regis in una cittadina di villeggiatura, comprando le vecchie proprietà del luogo per demolirle e costruirvi l’albergo Lyme Assembly Rooms, che fu completato nel 1775 dopo la sua morte. Jane Austen visitò Lyme Regis nel 1804 e soggiornò al Lyme Assembly Rooms. Hollis creò inoltre il primo lungomare del luogo, che Jane Austen chiamava “La Passeggiata”. Hollis sarebbe quindi l'ispirazione per il personaggio di Mr. Parker.
 
Un'altra ipotesi, invece, vuole Bognor Regis, altra cittadina costiera inglese, come l’ispirazione per il romanzo, e sostiene che uno dei suoi fondatori, Richard Hotham, abbia ispirato il personaggio di Mr. Parker.

## Continuazioni dell’opera
Il frammento comprende solamente l’introduzione dei personaggi e l’incipit della storia. Per questo motivo, negli anni diversi autori hanno cercato di completarlo, emulando lo stile di Jane Austen.
Anna Lefroy, pronipote di Jane Austen, fu, nel 1895, la prima autrice a scrivere la sua versione della storia, che, incompleta anch'essa, non venne mai pubblicata. Il manoscritto della sua versione fu venduto all’asta il 13 dicembre 1977 insieme a un manoscritto di due pagine della stessa Lefroy che parlava della composizione, della trama, e del manoscritto di Sanditon in suo possesso.

### Altre continuazioni
- The Brothers, di Jane Austen e “un’altra donna”, pubblicato anche come scritto da Jane Austen ed Helen Baker (2014)
- Sanditon, di Jane Austen e “un’altra donna”, pubblicato anche come scritto da Jane Austen e Marie Dobbs, e come scritto da Jane Austen e Anne Telscombe (1975)
- A Completion of Sanditon, di Juliette Shapiro (2009) (non include il testo originale)
- A Return to Sanditon: a completion of Jane Austen's fragment, di Anne Toledo (2011)
- Jane Austen's Charlotte, Her Fragment of a Last Novel, Completed, di Jane Austen e Julia Barrett (2002)
- Sanditon, di Jane Austen e D.J. Eden (2001)
- Somehow Lengthened: A Development of Sanditon, di Alice Cobbett (1932)
- Jane Austen Out Of The Blue, di Donald Measham (2006)
- A Cure for All Diseases di Reginald Hill, volume numero ventitré della serie Dalziel and Pascoe (2008)
- Welcome to Sanditon, una serie sul web composta da 27 episodi, che adatta il romanzo in chiave moderna e lo ambienta in California. Prodotta dai creatori di The Lizzie Bennet Diaries, ha esordito il 13 maggio 2013.
- Sanditon-Film-of-the-Play, pubblicata nel video, curato da Chris Brindle, di una lettura in costume dell’adattamento teatrale dell’opera che comprende un primo atto tratto dai 12 capitoli scritti da Jane Austen, e un secondo atto tratto dalla continuazione di Anna Lefroy.

## Adattamenti televisivi
- Sanditon – serie televisiva del 2019 sceneggiata da Andrew Davies e trasmessa da ITV.